# 第8師団 (陸上自衛隊)
第8師団（だいはちしだん、英語: JGSDF 8th Division）は、陸上自衛隊の師団のひとつである。西部方面隊隷下にあり、司令部をの陸上自衛隊北熊本駐屯地（熊本県熊本市北区）に置く。

## 概要
師団長は陸将が充てられ、九州南部に位置する3県（熊本県、宮崎県、鹿児島県）の防衛警備、災害派遣を任務とするほか、民生協力および国際貢献活動を行っている。
出身者は熊本県出身（約2,600名）・鹿児島県出身（約1,700名）・宮崎県出身（約1,500名）の順に、地元出身者が80%を超える構成となっている。
冷戦終結後は台湾問題、南西諸島有事が懸念され、担任区域に約960個の離島を抱える地域的特性がある本師団の重要性が増している。そのため、米国にて米海兵隊との島嶼（とうしょ）防衛に関する共同訓練を行なうなど地域特性に応じた能力の向上に努めている。
26中期防において「事態が生起した場合、必要に応じ、警備区域を越えて緊急展開する」ことを目的に、全国に先駆けて2017年（平成29年）度末に即応近代化型師団から「機動師団」（1個即応機動連隊、2個普通科連隊基幹）に改編された。加えて西部方面隊直轄部隊の一部を平素当師団隷下に隷属させて運用している。さらに、2018年（平成30年）度末には奄美大島にトカラ列島から奄美群島を守備範囲とする奄美警備隊が編成され、奄美大島に駐屯地の整備が実施された。

## 沿革

### 第8混成団
- 1955年（昭和30年）12月1日：陸上自衛隊第4管区隊第12普通科連隊を母体に、第8混成団を新編[1]。第8混成団本部、同付中隊が熊本駐屯地において編成完結[2]。西部方面総監に隷属。
- 1956年（昭和31年）
  - 1月25日：第8特科連隊が久留米駐屯地、第8施設大隊が竹松駐屯地[2]、第8偵察中隊が健軍駐屯地において編成完結。
  - 1月26日：

  1. 西部方面隊が創隊[3]。熊本県、宮崎県、鹿児島県の警備区を第4管区総監から移管。
  2. 第12普通科連隊（国分駐屯地）を隷下に編合[4]。

  - 12月15日：北熊本駐屯地が創設され、第8混成団の一部が熊本駐屯地から移駐。
- 1957年（昭和32年）3月15日：第8混成団本部、混成団主力が熊本駐屯地から北熊本駐屯地に移駐（4月5日まで）[2]。

1960年頃の主要編成
第12普通科連隊、第8特科連隊

### 第8師団
- 1962年（昭和37年）8月15日

1. 第8混成団を称号変更し、第8師団（乙師団）が北熊本駐屯地において編成完結。
2. 第42普通科連隊を北熊本駐屯地に、第43普通科連隊を都城駐屯地に、第8戦車大隊を北熊本駐屯地に、第8対戦車隊を北熊本駐屯地に、第8輸送隊を北熊本駐屯地に新編。

- 1975年（昭和50年） 8月1日：第8音楽隊を北熊本駐屯地に新編。
- 1979年（昭和54年）3月26日：第8戦車大隊が北熊本駐屯地から玖珠駐屯地へ移駐。

1980年頃の主要編成
第12・第42・第43普通科連隊、第8特科連隊、第8戦車大隊
- 1981年（昭和56年）
  - 3月25日：第4師団改編（甲師団化・4個普通科連隊基幹）。

  1. 第7師団隷下の第24普通科連隊が東千歳駐屯地から北熊本駐屯地へ移駐し、隷下に編合。
  2. 第8特科連隊隷下に第4特科大隊を新編。
  3. 第8戦車大隊隷下に第4戦車中隊を新編。

  - 12月20日：第24普通科連隊が北熊本駐屯地から新設のえびの駐屯地に移駐。
- 1985年（昭和60年）3月25日：第8施設大隊が北熊本駐屯地から新設の川内駐屯地へ移駐。
- 1990年（平成02年）3月26日：第8師団の近代化改編。

1. 第12・第24・第42・第43普通科連隊を自動車化連隊に改編。
2. 第8対戦車隊に重MAT小隊を新編。
3. 第8武器隊、第8補給隊、第8輸送隊、第8衛生隊を統合し、第8後方支援連隊を新編。
4. 第8特科連隊第6大隊を第8高射特科大隊として分離独立、師団直轄とする。
5. 第8偵察隊に電子偵察小隊を新編。
6. 第8師団司令部付隊に化学防護小隊を新編。

1990年頃の主要編成
第12・第24・第42・第43普通科連隊、第8特科連隊、第8高射特科大隊、第8戦車大隊
- 1994年（平成06年）3月28日：西部方面航空隊から第8飛行隊を隷下に編入。
- 1996年（平成08年）3月29日：第8対戦車隊を廃止し、第12・第24・第42・第43普通科連隊隷下に対戦車中隊を新編。
- 2002年（平成14年）3月27日：第8師団司令部付隊化学防護小隊を第8化学防護隊に改編[5]。
- 2003年（平成15年）10月：第4次東ティモール派遣施設群（UNMISET）として派遣される。
- 2005年（平成17年）3月28日：第8師団が即応近代化師団に改編。

1. 第12・第24・第42・第43普通科連隊に軽装甲機動車、93式近距離地対空誘導弾、01式軽対戦車誘導弾が配備。
2. 第24普通科連隊をコア化。
3. 第8特科連隊第3大隊が久留米駐屯地からえびの駐屯地へ移駐。
4. 第8後方支援連隊の武器大隊を、第1整備大隊および第2整備大隊に改編。

- 2010年（平成22年）5月1日：九州南部で発生した口蹄疫感染で第43普通科連隊が災害派遣要請を受け、宮崎県児湯郡川南町に出動[6]。その後、対応規模を拡大し全被害地域で活動、同年7月27日に完全撤収する。
- 2015年（平成27年）3月26日：西部方面隊直轄の西部方面対舟艇対戦車隊を玖珠駐屯地に駐屯のまま、第4師団隷属から第8師団隷属。同時に、第302対舟艇対戦車直接支援中隊も第8後方支援連隊に隷属[7]。
- 2016年（平成28年）4月・5月：熊本地震で蒲島郁夫熊本県知事から災害派遣を要請され[8][9]、種々の支援活動に当たる。
- 2018年（平成30年）3月26日：部隊廃止等。

1. 第12、第42、第43普通科連隊の対戦車中隊を廃止[10]。
2. 第8特科連隊（北熊本駐屯地）を廃止し、西部方面特科連隊に改編。方面直轄部隊であるが、平時は第8師団に隷属[11][12]
3. 第8戦車大隊（玖珠駐屯地）を廃止。第4師団第4戦車大隊も廃止され、西部方面戦車隊（平時第4師団隷属）へ再編。一部要員は第42普通科連隊機動戦闘車隊に異動[11]。

- 2018年（平成30年）3月27日：機動師団化に伴う大規模改編。

1. 第8師団司令部に火力調整部（廃止の第8特科連隊本部から改組）を新設。
2. 第42普通科連隊（北熊本駐屯地）を即応機動連隊に改編。
3. 第8後方支援連隊の改編。
4. 第8高射特科大隊の改編[13]。
5. 第8偵察隊の改編[14]。
6. 即応予備自衛官訓練を終了。
7. 第24普通科連隊（えびの駐屯地）を西部方面混成団隷下に隷属替え。
8. 奄美準備室を設置。

- 2019年（平成31年）3月26日：新設駐屯地の開庁および部隊新編等[15][16][17]。

1. 奄美駐屯地・瀬戸内分屯地開庁および奄美警備隊を新編[18]。
2. 第8情報隊を北熊本駐屯地で新編。無人偵察機（UAV）「スキャンイーグル2」の運用を開始[19][20]。
3. 西部方面特科連隊を西部方面特科隊隷下に隷属替え。

2020年の主要編成
第42即応機動連隊、第12・第43普通科連隊、第8後方支援連隊、第8高射特科大隊、第8偵察隊、奄美警備隊
- 2022年（令和04年）3月以降：西部方面戦車隊を方面隊直轄から平時第8師団隷属に運用変更。

## 編成・駐屯地
本師団は1個即応機動連隊と2個普通科連隊を基幹とし、6個駐屯地と2個分屯地に配置され、15個の部隊からなる。本師団の普通科連隊はいずれも甲編制とされている。これに加えて方面隊直轄の西部方面戦車隊・西部方面対舟艇対戦車隊が平時第8師団に隷属している。なお、西部方面戦車隊・西部方面対舟艇対戦車隊は大分県の玖珠駐屯地（第4師団の警備区域）に駐屯しており、災害派遣については第4師団の指揮を受ける。
編成
- 第8師団司令部
- 第42即応機動連隊
- 第12普通科連隊 （4個普通科中隊基幹）
- 第43普通科連隊 （4個普通科中隊基幹）
- 奄美警備隊
- 第8後方支援連隊
- 第8高射特科大隊
- 第8施設大隊
- 第8通信大隊
- 第8師団司令部付隊
- 第8偵察隊
- 第8飛行隊
- 第8特殊武器防護隊
- 第8情報隊
- 第8音楽隊

駐屯地
- 北熊本駐屯地（熊本県熊本市北区）
  - 師団司令部および司令部付隊
  - 第42即応機動連隊
  - 第8後方支援連隊
  - 第8高射特科大隊
  - 第8通信大隊
  - 第8偵察隊
  - 第8特殊武器防護隊
  - 第8情報隊
  - 第8音楽隊
- 国分駐屯地（鹿児島県霧島市）
  - 第12普通科連隊
- 都城駐屯地（宮崎県都城市）
  - 第43普通科連隊
- 奄美駐屯地（鹿児島県奄美市）
  - 奄美警備隊（隊本部及び後方支援隊）
- 瀬戸内分屯地（鹿児島県大島郡瀬戸内町）
  - 奄美警備隊（普通科中隊）
- 玖珠駐屯地（大分県玖珠郡玖珠町）
  - 西部方面戦車隊
  - 西部方面対舟艇対戦車隊
- 川内駐屯地（鹿児島県薩摩川内市）
  - 第8施設大隊
- 高遊原分屯地（熊本県上益城郡益城町・熊本空港）
  - 第8飛行隊

## 主要幹部
| 官職名                       | 階級    | 氏名     | 補職発令日     | 前職                                              |
| ---------------------------- | ------- | -------- | -------------- | ------------------------------------------------- |
| 第8師団長                    | 陸将    | 白川訓通 | 2025年08月01日 | 陸上幕僚監部防衛部長                              |
| 副師団長 兼 北熊本駐屯地司令 | 陸将補  | 大場智覚 | 2024年03月28日 | 陸上自衛隊教育訓練研究本部 総合企画部総合企画課長 |
| 幕僚長                       | 1等陸佐 | 押川誠   | 2025年03月17日 | 中部方面総監部人事部長                            |
| 火力調整部長                 | 1等陸佐 | 山本英貴 | 2024年03月18日 | 陸上自衛隊教育訓練研究本部研究調整官              |

| 代                           | 氏名                  | 在職期間                                                 | 出身校・期                     | 前職                                                                | 後職                                       |
| 第8混成団長（陸将補）        | 第8混成団長（陸将補） | 第8混成団長（陸将補）                                    | 第8混成団長（陸将補）          | 第8混成団長（陸将補）                                               | 第8混成団長（陸将補）                      |
| ---------------------------- | --------------------- | -------------------------------------------------------- | ------------------------------ | ------------------------------------------------------------------- | ------------------------------------------ |
| 01                           | 宮崎舜市              | 1955年12月01日 - 1959年03月16日                          | 陸士40期・ 陸大51期            | 第3管区副総監 兼 伊丹駐とん地部隊長 →1955年11月16日 第4管区総監部付 | 陸上自衛隊富士学校長 兼 富士駐とん地司令   |
| 02                           | 平井重文              | 1959年03月17日 - 1961年07月31日 ※1961年07月01日 陸将昇任 | 陸士40期・ 陸大51期            | 陸上自衛隊幹部候補生学校長 兼 前川原駐とん地司令                    | 北部方面総監部付 →1962年1月18日 第11師団長 |
| 03                           | 塚本政登士            | 1961年08月01日 - 1962年08月14日 ※1962年07月01日 陸将昇任 | 陸士42期・ 陸大53期            | 第1特科団長 兼 北部方面総監部特技課長 兼 東千歳駐とん地司令         | 第8師団長                                  |
| 第8師団長（陸将・指定職1号） |                       |                                                          |                                |                                                                     |                                            |
| 01                           | 塚本政登士            | 1962年08月15日 - 1964年03月15日                          | 陸士42期・ 陸大53期            | 第8混成団長                                                         | 陸上自衛隊富士学校長 兼 富士駐とん地司令   |
| 02                           | 碇井準三              | 1964年03月16日 - 1966年03月15日 ※1964年07月06日 陸将昇任 | 陸士44期・ 陸大54期            | 陸上幕僚監部幕僚幹事 （陸将補）                                     | 陸上自衛隊富士学校長 兼 富士駐とん地司令   |
| 03                           | 荒武太刀夫            | 1966年03月16日 - 1968年06月30日                          | 東京帝国大学 昭和10年卒        | 関西地区補給処長 兼 宇治駐とん地司令                                | 西部方面総監                               |
| 04                           | 谷村弘                | 1968年07月01日 - 1969年06月30日                          | 陸士49期・ 陸大59期            | 陸上幕僚監部幕僚幹事                                                | 統合幕僚会議事務局長 兼 統合幕僚学校長     |
| 05                           | 大槻光武              | 1969年07月01日 - 1971年06月30日                          | 京都帝国大学 昭和13年卒        | 陸上自衛隊幹部候補生学校長 兼 前川原駐とん地司令                    | 陸上幕僚監部付 →1972年1月1日 退職          |
| 06                           | 田中登一              | 1971年07月01日 - 1973年06月30日                          | 陸士51期・ 陸大59期            | 東部方面総監部幕僚長 兼 仙台駐とん地司令                            | 東北方面総監                               |
| 07                           | 田中象二              | 1973年07月01日 - 1974年06月30日                          | 陸士54期                       | 陸上幕僚監部第1部長                                                 | 陸上自衛隊幹部学校長                       |
| 08                           | 味岡義一              | 1974年07月01日 - 1976年06月30日                          | 陸士54期・ 陸大60期            | 防衛研修所副所長                                                    | 第1師団長                                  |
| 09                           | 飯山茂                | 1976年07月01日 - 1978年07月27日                          | 陸士57期                       | 陸上幕僚監部第2部長                                                 | 東部方面総監                               |
| 10                           | 山之内種章            | 1978年07月28日 - 1980年03月16日                          | 陸士57期                       | 九州地区補給処長 兼 目達原駐とん地司令                              | 退職                                       |
| 11                           | 上原博                | 1980年03月17日 - 1982年06月30日                          | 陸士59期                       | 陸上自衛隊調査学校長                                                | 退職                                       |
| 12                           | 五十嵐晃              | 1982年07月01日 - 1984年06月30日                          | 名幼47期・ 新潟高校 昭和23年卒 | 統合幕僚会議事務局第2幕僚室長                                       | 北部方面総監                               |
| 13                           | 鈴木英樹              | 1984年07月01日 - 1986年03月16日                          | 中央大学 昭和29年卒            | 統合幕僚会議事務局第1幕僚室長                                       | 統合幕僚会議事務局長                       |
| 14                           | 矢野龍男              | 1986年03月17日 - 1987年07月06日                          | 神奈川大学 昭和29年卒          | 第1特科団長 兼 北千歳駐屯地司令                                     | 退職                                       |
| 15                           | 森野安弘              | 1987年07月07日 - 1989年06月29日                          | 防大1期                        | 東部方面総監部幕僚長 兼 市ケ谷駐屯地司令                            | 東北方面総監                               |
| 16                           | 久保正佳              | 1989年06月30日 - 1991年03月15日                          | 防大3期                        | 東部方面総監部幕僚長 兼 市ヶ谷駐屯地司令                            | 陸上自衛隊富士学校長 兼 富士駐屯地司令     |
| 17                           | 松島悠佐              | 1991年03月16日 - 1993年06月30日                          | 防大5期                        | 陸上幕僚監部防衛部長                                                | 中部方面総監                               |
| 18                           | 白石一郎              | 1993年07月01日 - 1995年03月22日                          | 防大5期                        | 東部方面総監部幕僚長 兼 市ケ谷駐屯地司令                            | 退職                                       |
| 19                           | 古川浩                | 1995年03月23日 - 1997年03月25日                          | 防大8期                        | 東部方面総監部幕僚長 兼 朝霞駐屯地司令                              | 陸上自衛隊富士学校長 兼 富士駐屯地司令     |
| 20                           | 備後嘉雄              | 1997年03月26日 - 1999年03月28日                          | 防大10期                       | 西部方面総監部幕僚長 兼 健軍駐屯地司令                              | 陸上自衛隊補給統制本部長 兼 十条駐屯地司令 |
| 21                           | 田原克芳              | 1999年03月29日 - 2000年04月27日                          | 防大12期                       | 陸上自衛隊富士学校副校長                                            | 防衛大学校幹事                             |
| 22                           | 宮武良光              | 2000年04月28日 - 2002年03月21日                          | 防大11期                       | 中部方面総監部幕僚長 兼 伊丹駐屯地司令                              | 退職                                       |
| 23                           | 得田憲司              | 2002年03月22日 - 2003年03月26日                          | 防大15期                       | 陸上幕僚監部教育訓練部長                                            | 統合幕僚会議事務局長                       |
| 24                           | 佐伯義則              | 2003年03月27日 - 2005年07月27日                          | 防大15期                       | 東北方面総監部幕僚長 兼 仙台駐屯地司令                              | 退職                                       |
| 25                           | 泉一成                | 2005年07月28日 - 2006年08月03日                          | 防大18期                       | 統合幕僚会議事務局第3幕僚室長                                       | 統合幕僚副長                               |
| 26                           | 酒井健                | 2006年08月04日 - 2007年07月02日                          | 防大19期                       | 陸上幕僚監部教育訓練部長                                            | 陸上幕僚副長                               |
| 27                           | 君塚栄治              | 2007年07月03日 - 2008年03月23日                          | 防大20期                       | 中部方面総監部幕僚長                                                | 防衛大学校幹事                             |
| 28                           | 木﨑俊造              | 2008年03月24日 - 2010年03月28日                          | 防大20期                       | 陸上幕僚監部装備部長                                                | 西部方面総監                               |
| 29                           | 寺崎芳治              | 2010年03月29日 - 2011年04月26日                          | 防大20期                       | 陸上自衛隊関東補給処長 兼 霞ヶ浦駐屯地司令                          | 退職                                       |
| 30                           | 堀口英利              | 2011年04月27日 - 2012年03月29日                          | 防大23期                       | 第12旅団長                                                          | 陸上自衛隊補給統制本部長 兼 十条駐屯地司令 |
| 31                           | 松尾幸弘              | 2012年03月30日 - 2013年08月21日                          | 防大24期                       | 西部方面総監部幕僚長 兼 健軍駐屯地司令                              | 陸上自衛隊研究本部長                       |
| 32                           | 森山尚直              | 2013年08月22日 - 2014年08月04日                          | 防大26期                       | 陸上幕僚監部防衛部長                                                | 防衛大学校幹事                             |
| 33                           | 山之上哲郎            | 2014年08月05日 - 2015年08月03日                          | 防大27期                       | 陸上幕僚監部教育訓練部長                                            | 陸上幕僚副長                               |
| 34                           | 岸川公彦              | 2015年08月04日 - 2016年06月30日                          | 防大28期                       | 第14旅団長                                                          | 防衛大学校幹事                             |
| 35                           | 本松敬史              | 2016年07月01日 - 2017年08月07日                          | 防大29期                       | 陸上幕僚監部教育訓練部長                                            | 統合幕僚副長                               |
| 36                           | 吉田圭秀              | 2017年08月08日 - 2019年08月22日                          | 東京大学 昭和61年卒            | 内閣官房国家安全保障局内閣審議官 （内閣事務官 兼 陸将補）           | 北部方面総監                               |
| 37                           | 堀井泰蔵              | 2019年08月23日 - 2021年12月21日                          | 二松學舍大学 昭和62年卒        | 第5旅団長                                                           | 中部方面総監                               |
| 38                           | 小林弘樹              | 2021年12月22日 - 2023年03月29日                          | 防大34期                       | 陸上幕僚監部装備計画部長                                            | 陸上幕僚副長                               |
| 39                           | 坂本雄一              | 2023年03月30日 - 2023年04月20日                          | 防大35期                       | 第12旅団長                                                          | 西部方面総監部付 →同日退職                 |
| -                            | 濵田剛 （陸将補）     | (2023年4月6日 - 2023年4月20日)                           | 防大36期                       | （本務：第8師団副師団長）                                           | （本務：第8師団副師団長）                  |
| 40                           | 青木伸一              | 2023年04月21日 - 2024年08月01日                          | 防大32期                       | 第11旅団長                                                          | 退職                                       |
| 41                           | 德永勝彦              | 2024年08月02日 - 2025年07月31日                          | 防大36期                       | 第13旅団長                                                          | 陸上幕僚副長                               |
| 42                           | 白川訓通              | 2025年08月1日 -                                          | 防大37期                       | 陸上幕僚監部防衛部長                                                |                                            |